# WWE Draft (2002)
WWF Brand Extension 2002 fue un sistema creado por la World Wrestling Federation para dividir a RAW y a SmackDown! en marcas separadas por la masiva cantidad de superestrellas que tenían luego de comprar la WCW y la ECW. Los Mánager Generales de RAW (Ric Flair) y SmackDown! (Mr. McMahon) podían elegir los primeros 10 luchadores, sin embargo algunos fueron elegidos en equipo, como la New World Order, los Campeonato en Parejas de la WWF Billy & Chuck (con Rico) y Brock Lesnar (con Paul Heyman), el resto era elegido al azar. Durante el programa ambos iban eligiendo a los luchadores. Los únicos que no podían ser elegidos eran "Stone Cold" Steve Austin, quien estaba lesionado, Stephanie McMahon, Chris Jericho (ambos contendientes por el Campeonato Indiscutido de la WWF), Jazz (Campeona de Mujeres de la WWF) y Triple H (Campeón Indiscutido de la WWF).

## Historia
WWF Brand Extension comenzó en el año 2002, debido a una gran saturación de superestrellas en la WWF debido a la adquisición de la WCW y la ECW. La WWF decidió convertir los programas RAW y SmackDown! en marcas. Posteriormente, el Campeón Indiscutido de la WWE, Brock Lesnar firmó un contrato de exclusividad con SmackDown!. Debido a esto, en Raw crearon el nuevo Campeonato Mundial de la WWE y se lo otorgaron a Triple H. El cinturón era la antigua correa del Campeonato de la WCW.

### Antecedentes
Después de la adquisición de la WCW el 26 de marzo de 2001, la WWF buscó una manera de dividir la empresa en dos ligas, debido a la cantidad de talento que había adquirido como parte de su compra. El 18 de marzo de 2002, Linda McMahon anunció la "Extensión de Marcas" en el que se dividió en dos marcas distintas.
En términos de historia, Ric Flair se había convertido en propietario del 50% a partir de Survivor Series, ya que The McMahons (Shane McMahon & Stephanie McMahon) habían vendido sus acciones a él con el fin de comprar WCW y ECW, respectivamente. Mr. McMahon detestaba tener que compartir su creación con Flair y buscó una forma de disolver su asociación. Después de entrar en un feudo con The Undertaker, Flair trató de lograr una lucha con él en WrestleMania X8. Sin embargo, la junta directiva de la WWF sólo permitirían la lucha si Flair renunciaba a la propiedad de la WWF. Flair convino, no obstante, la junta también se reservó en el derecho de revisar el estado de la propiedad en los siguientes WrestleMania. Su decisión fue la de dividir toda la lista de WWF en dos entidades separadas, con Vince McMahon en el control de la marca de SmackDown! y Ric Flair en el control de la marca RAW. Un proyecto se celebró la semana siguiente en RAW. Cada propietario obtendría un total de treinta luchadores. La extensión de marcas oficialmente comenzó el 1° de abril de 2002. Al tener dos marcas en su lugar, la WWF fue capaz de aumentar el número de eventos en vivo cada año de 200 a 350, incluidas las visitas en varios de los nuevos mercados internacionales.

### Selección de Luchadores y Divas
En el 2002 la WWF realizó la WWF Brand Extension, éste tuvo lugar en la Universidad de Penn State en State College, Pensilvania el 25 de marzo de 2002. La primera mitad del proyecto fue televisado en directo por TNN durante dos horas en el programa RAW. La segunda mitad se llevó a cabo a través de Internet en la web oficial de la WWF, WWF.com. Hubo treinta sorteos de luchadores, con sesenta superestrellas además de los copropietarios de la WWF, Ric Flair y Mr. McMahon, en sus respectivas marcas, RAW y SmackDown!. Para la televisión se realizó la mitad del sorteo, diez selecciones de marca se hizo de forma manual entre Flair y McMahon. El resto de superestrellas fueron divididos al azar en un sorteo de lotería, con cada una de las marcas que reciben un total de treinta superestrellas.

## Resultados
- Christian & Booker T derrotaron a Edge & Diamond Dallas Page.
  - Booker T cubrió a Page después de un "Scissors Kick".
- Trish Stratus derrotó a Ivory.
  - Stratus cubrió a Ivory después de una "Stratusfaction".
- New World Order (Kevin Nash, Scott Hall & X-Pac) derrotó a The Rock & "Hollywood" Hulk Hogan.
  - New World Order ganó por descalificación debido a una interferencia de Kane, quien hacía su regreso.
- Jeff Hardy (con Matt Hardy & Lita) derrotó al Campeón en Parejas de la WWF Billy (con el Campeón en Parejas de la WWF Chuck & Rico).
  - Hardy cubrió a Billy con un "Inside Cradle".
  - Durante la lucha, Chuck & Rico interfirieron ayudando a Billy y Lita, ayudando a Hardy.
- William Regal (c) vs. Rikishi por el Campeonato Europeo de la WWF.
  - La lucha no se realizó debido a que Brock Lesnar (con Paul Heyman) atacó a Rikishi.
- Kurt Angle derrotó al Campeón Intercontinental de la WWF Rob Van Dam.
  - Van Dam fue descalificado por golpear al árbitro accidentalmente.
  - Después de la lucha, Angle atacó a Van Dam, pero Edge interfirió atacando a Angle.
- Triple H derrotó a Stephanie McMahon y Chris Jericho reteniendo el Campeonato Indiscutido de la WWF.
  - Triple H cubrió a McMahon después de un "Spinebuster".
  - Si Triple H cubría a McMahon ella sería despedida de la WWF.
  - Como resultado, McMahon fue despedida de WWF.

## Selecciones
| RAW (Ric Flair)                                  | SmackDown! (Mr. McMahon) |
| ------------------------------------------------ | ------------------------ |
| The Undertaker                                   | The Rock                 |
| New World Order (Kevin Nash, Scott Hall & X-Pac) | Kurt Angle               |
| Kane                                             | Chris Benoit             |
| Rob Van Dam                                      | "Hollywood" Hulk Hogan   |
| Booker T                                         | Billy & Chuck (con Rico) |
| The Big Show                                     | Edge                     |
| Bubba Ray Dudley                                 | Rikishi                  |
| Brock Lesnar (con Paul Heyman)                   | D-Von Dudley             |
| William Regal                                    | Mark Henry               |
| Lita                                             | Maven                    |

## Superestrellas
| Sorteo N.º | Marca      | En la Marca | Luchador/Diva                                    | Notas |
| ---------- | ---------- | ----------- | ------------------------------------------------ | --- |
| 1          | SmackDown! | 1           | The Rock                                         | |
| 2          | RAW        | 1           | The Undertaker                                   | |
| 3          | SmackDown! | 2           | Kurt Angle                                       | |
| 4          | RAW        | 2           | New World Order (Kevin Nash, Scott Hall & X-Pac) | Se permitió a la New World Order ser elegida como grupo. |
| 5          | SmackDown! | 3           | Chris Benoit                                     | Fue elegido mientras se recuperaba de una cirugía en el cuello. |
| 6          | RAW        | 3           | Kane                                             | Fue elegido mientras se recuperaba de una lesión en su bíceps. Regresó esa misma noche.                                                                                          |
| 7          | SmackDown! | 4           | "Hollywood" Hulk Hogan                           | |
| 8          | RAW        | 4           | Rob Van Dam                                      | Al ser seleccionado, Van Dam era el Campeón Intercontinental de la WWF, dejando el campeonato exclusivo de la marca RAW.                                                         |
| 9          | SmackDown! | 5           | Billy & Chuck (con Rico)                         | Al ser seleccionados, eran los Campeones en Parejas de la WWF, dejando el campeonato exclusivo de la marca SmackDown!. Se permitió elegir a Billy & Chuck (con Rico) como grupo. |
| 10         | RAW        | 5           | Booker T                                         | |
| 11         | SmackDown! | 6           | Edge                                             | |
| 12         | RAW        | 6           | The Big Show                                     | |
| 13         | SmackDown! | 7           | Rikishi                                          | |
| 14         | RAW        | 7           | Bubba Ray Dudley                                 | |
| 15         | SmackDown! | 8           | D-Von Dudley                                     | |
| 16         | RAW        | 8           | Brock Lesnar (con Paul Heyman)                   | Se permitió elegir a Lesnar (con Heyman) como uno. |
| 17         | SmackDown! | 9           | Mark Henry                                       | |
| 18         | RAW        | 9           | William Regal                                    | Al ser seleccionado, Regal era el Campeón Europeo Peso Pesado de la WWF, dejando el campeonato exclusivo de la marca RAW.                                                        |
| 19         | SmackDown! | 10          | Maven                                            | Al ser seleccionado, Maven era el Campeón Harcore de la WWF, dejando el campeonato exclusivo de la marca SmackDown!.                                                             |
| 20         | RAW        | 10          | Lita                                             | |
| 21         | SmackDown! | 11          | Billy Kidman                                     | |
| 22         | RAW        | 11          | Bradshaw                                         | |
| 23         | SmackDown! | 12          | Tajiri                                           | Al ser seleccionado, Tajiri era el Campeón Peso Crucero de la WWF, dejando el campeonato exclusivo de la marca SmackDown!.                                                       |
| 24         | RAW        | 12          | Steven Richards                                  | |
| 25         | SmackDown! | 13          | Chris Jericho                                    | No podía ser seleccionado por Flair ni McMahon, pero al no ganar el Campeonato Indiscutido de la WWF estuvo disponible en el sorteo.                                             |
| 26         | RAW        | 13          | Matt Hardy                                       | |
| 27         | SmackDown! | 14          | Ivory                                            | |
| 28         | RAW        | 14          | Raven                                            | |
| 29         | SmackDown! | 15          | Albert                                           | |
| 30         | RAW        | 15          | Jeff Hardy                                       | |
| 31         | SmackDown! | 16          | The Hurricane                                    | |
| 32         | RAW        | 16          | Mr. Perfect                                      | |
| 33         | SmackDown! | 17          | Al Snow                                          | |
| 34         | RAW        | 17          | Spike Dudley                                     | |
| 35         | SmackDown! | 18          | Lance Storm                                      | |
| 36         | RAW        | 18          | D-Lo Brown                                       | |
| 37         | SmackDown! | 19          | Diamond Dallas Page                              | |
| 38         | RAW        | 19          | Shawn Stasiak                                    | |
| 39         | SmackDown! | 20          | Torrie Wilson                                    | |
| 40         | RAW        | 20          | Terri                                            | |
| 41         | SmackDown! | 21          | Scotty 2 Hotty                                   | |
| 42         | RAW        | 21          | Jacqueline                                       | |
| 43         | SmackDown! | 22          | Stacy Keibler                                    | |
| 44         | RAW        | 22          | Goldust                                          | |
| 45         | SmackDown! | 23          | Christian                                        | |
| 46         | RAW        | 23          | Trish Stratus                                    | |
| 47         | SmackDown! | 24          | Test                                             | |
| 48         | RAW        | 24          | Justin Credible                                  | |
| 49         | SmackDown! | 25          | Faarooq                                          | |
| 50         | RAW        | 25          | The Big Boss Man                                 | |
| 51         | SmackDown! | 26          | Tazz                                             | |
| 52         | RAW        | 26          | Tommy Dreamer                                    | |
| 53         | SmackDown! | 27          | Hardcore Holly                                   | |
| 54         | RAW        | 27          | Crash Holly                                      | |
| 55         | SmackDown! | 28          | Val Venis                                        | |
| 56         | RAW        | 28          | Mighty Molly                                     | |
| 57         | SmackDown! | 29          | Perry Saturn                                     | |
| 58         | RAW        | 29          | Eddie Guerrero                                   | Fue elegido mientras estaba inactivo. Hizo su regreso el 1° de abril. |

- Sorteo 1 al 20 fue hecho en vivo en RAW por TNN.
- Sorteo 21 al 58 fue mostrado en WWF.com.

## Post-Draft
Después de que a todos los luchadores se les asignara una marca, algunos luchadores cambiaron de marca.
| RAW (Ric Flair) | SmackDown! (Mr. McMahon) |
| --------------- | ------------------------ |
| The Rock        | The Undertaker           |
| Chris Benoit    | Chris Benoit             |
| Billy           | The Big Show             |
| Chuck           | Brock Lesnar             |
| Rico            | Paul Heyman              |
| D-Von Dudley    | Bradshaw                 |
| Mark Henry      | Matt Hardy               |
| Maven           | Jacqueline               |
| Chris Jericho   | Eddie Guerrero           |
| Ivory           |                          |
| The Hurricane   |                          |
| Lance Storm     |                          |
| Torrie Wilson   |                          |
| Stacy Keibler   |                          |
| Christian       |                          |
| Test            |                          |
| Val Venis       |                          |

- Chris Benoit era una superestrella de SmackDown!, pero hizo su regreso en RAW, poco después fue transferido a SmackDown!.

## Campeonatos

### RAW
- Campeonato Intercontinental de la WWF.
- Campeonato Europeo Peso Pesado de la WWF.

### SmackDown!
- Campeonato Hardcore de la WWF.
- Campeonato Peso Crucero de la WWF.
- Campeonato en Parejas de la WWF.

### RAW y SmackDown!
- Campeonato Indiscutido de la WWF.
- Campeonato de Mujeres de la WWF.

### Exclusividad de los Campeonatos
Inicialmente, el Campeonato Indiscutido de la WWF y el Campeonato de Mujeres de la WWF estaban disponibles para las dos marcas. Los otros campeonatos fueron exclusivos de la marca a la que fue el campeón tras la Extensión de Marcas. Con la especialidad de que varios campeonatos fueron exclusivos al ser de una marca, muchos luchadores se quedaron sin título que luchar.
Este problema se corrigió en septiembre de 2002, cuando el Campeonato Indiscutido de la WWE fue abandonado y se reactivó el Campeonato de la WWE y fue transferido a SmackDown! mientras que Eric Bischoff creó el Campeonato Mundial de la WWE para RAW.
El Campeonato Intercontinental de la WWF quedó en RAW, pero el 29 de julio, Chris Benoit ganó el Campeonato, pero en SummerSlam, Van Dam ganó el Campeonato, llevándose el Campeonato de vuelta a RAW mientras que SmackDown! creó el Campeonato de Estados Unidos de la WWE.
El Campeonato de Mujeres de la WWF quedó para ambas marcas, a pesar de que las campeonas siempre eran de RAW mientras que el Campeonato Peso Crucero de la WWE quedó exclusivo de SmackDown!.
Los Campeones en Parejas de la WWF Billy & Chuck (con Rico) (que habían sido elegidos para SmackDown!) cambiaron de marca y el campeonato quedó exclusivo de RAW, mientras que SmackDown! creó el Campeonato en Parejas de la WWE.
El Campeonato Europeo Peso Pesado de la WWF y el Campeonato Hardcore de la WWF, que quedaron en RAW, fueron unificados con el Campeonato Intercontinental de la WWE cuando Rob Van Dam (Campeón Intercontinental) derrotó a Jeff Hardy (Campeón Europeo) el 22 de julio en un Ladder Match y Tommy Dreamer (Campeón Hardcore) el 26 de agosto de 2002.

## Después
- En la edición del 10 de junio del 2002 de RAW, Mr. McMahon se convirtió en el único propietario de WWE (la WWF fue ordenada por la corte a cambiar su nombre) cuando derrotó a Ric Flair en un Street Fight Match.
- Luego de la separación de superestrellas y títulos, incluso los PPVs estuvieron bajo una marca. Esto desde el período de tiempo que comprende desde Bad Blood 2003 hasta No Way Out 2007.
- Solo SummerSlam, Survivor Series, Royal Rumble y WrestleMania conectaba a las dos marcas.